# Kira Kirillovna de Russie
Titre
Épouse du prétendant au trône royal de Prusse et au trône impérial allemand
20 juillet 1951 – 8 septembre 1967
(16 ans, 1 mois et 19 jours)
Kira Kirillovna de Russie (en russe : Кира Кирилловна Романова, Kira Kirillovna Romanova), née le 9 mai 1909 à Paris et morte le 8 septembre 1967 à Saint-Briac, fut princesse de Russie, puis en 1924 grande-duchesse de Russie. Par son mariage, elle devint princesse de Prusse.

## Famille
Elle est la fille cadette du grand-duc Cyrille Vladimirovitch de Russie et de la princesse Victoria Mélita de Saxe-Cobourg-Gotha.
Le 4 mai 1938, à Potsdam, Kira Kirillovna de Russie épousa Louis-Ferdinand de Prusse (1907-1994), fils de Guillaume de Prusse et de Cécile de Mecklembourg-Schwerin.  De cette union naquirent sept enfants :
- Frédéric-Guillaume de Prusse (1939-2015), en 1969, il épousa Waltraud Freydag (1940-2010), divorcés en 1975 (un enfant). En 1976, il épousa Ehrengard von Reden (1943-), divorcés en 2004 (trois enfants). En 2004, il épousa, en troisièmes noces, Sibylle Kretschmer (1952-).
- Michel de Prusse (1940-2014), en 1966, il épousa Jutta Jorn (1943-) (deux enfants), divorcés en 1982. En 1982, il épousa Brigitte von Dallwitz (1939-)
- Marie-Cécile de Prusse (1942), en 1965, elle épousa le duc Frédéric Auguste d'Oldenbourg (1936-), divorcés en 1989 (trois enfants)
- Kira de Prusse (1943-2004), en 1973, elle épousa Thomas Liespsner (1945-), divorcés en 1984 (un enfant)
- Louis-Ferdinand de Prusse (1944-1977), en 1975, il épousa la comtesse  Donata de Castell-Rüdenhausen (1950-2015) (deux enfants, dont le prince Georges Frédéric de Prusse (1976-), l'actuel chef de la maison royale de Prusse[1])
- Christian Sigismond de Prusse (1946-), en 1984, il épousa la comtesse Nina von Reventlow (1954-) (deux enfants)
- Xénia de Prusse (1949-1992), en 1973 elle épousa Per-Edvard Lithander (1945-2010), divorcés en 1978 (deux enfants)[2].

## Biographie
Le mariage de Cyrille Vladimirovitch de Russie et de Victoria-Mélita de Saxe-Cobourg-Gotha, les parents de Kira Kirillovna de Russie, ne fut pas accepté par Nicolas II de Russie, car Victoria-Mélita venait de divorcer (d'Ernest-Louis de Hesse, frère de la tsarine Alexandra). Pour cette raison la grande-duchesse Kira naquit loin de la Cour de Russie, à Paris, le 9 mai 1909, où ses parents vécurent exilés quelques années. Plus tard, le tsar autorisa le retour en Russie du grand-duc Cyrille Vladimirovitch de Russie et de son épouse.

### Révolution russe
Après la prise du pouvoir par les Bolcheviks, les parents et la sœur de Kira Kirillovna de Russie quittèrent la Russie à destination de la Finlande. À cette époque, la grande-duchesse était âgée de huit ans, elle se souvint que sa famille fut autorisée par le gouvernement provisoire à quitter la Russie et du voyage vers l'exil. « Pour la première fois, ils voyagèrent dans un train public, et pour la première fois, il n' y avait pas de fioritures.... ni tapis rouges et ni confort, etc. ». Sa mère enceinte lors de leur départ de Russie, à quarante ans, donna naissance en Finlande à un garçon : Vladimir Cyrillovitch de Russie. Pendant un an, la famille attendit la victoire de l'Armée blanche sur les Bolcheviks pour rentrer en Russie. « Comme j'aimerais pouvoir vous voir » écrit Kira Kirillovna de Russie à sa tante la reine Marie de Roumanie en mai 1918. « Ici, il fait froid, alors que cela devrait être l'été. Boy (Vladimir Kirillovitch de Russie) est si gentil. Quand il a faim Nana prépare son déjeuner, par la faim, les larmes ruissellent et tombent sur ses joues ». Kira parle de cueillette de champignons dans les bois, le cinéma du vendredi, de ses leçons, mais elle indique également le manque de sucre. Sa mère écrit à des parents résidant dans d'autres pays, pour son fils, elle mendie des aliments pour bébé.

### L'exil
La famille quitta la Finlande, elle s'installa à Cobourg puis à Saint-Briac. Kira, née princesse de Russie, portera en 1924, le titre de grande-duchesse.

### Personnalité et physique
Les cheveux foncés et les yeux bleus, Kira Kirillovna de Russie était une jeune fille à l'esprit dynamique, d'une grande simplicité, d'une humeur régulière. Elle était décrite, intelligente, curieuse et intéressée par les beaux-arts. Elle ressemblait en cela à sa mère avec qui elle travaillait à l'atelier d'art de Saint-Briac.

### Mariage
En âge d'être mariée, Kira Kirillovna de Russie fréquenta ses nombreux cousins dans les différentes cours royales d'Europe. Elle était intéressée par le prince Alphonse d'Espagne, prince des Asturies (fils aîné du roi Alphonse XIII d'Espagne), mais celui-ci montrât plus d'intérêt pour les filles du prince Nicolas de Grèce. 
Elle s'entichât ensuite du prince Constantin Soutzo, un aristocrate roumain plus jeune qu'elle de trois ans,, mais son cousin le roi Carol II de Roumanie lui refusa l'opportunité d'un mariage avec Soutzo, sujet roumain, pour des raisons politiques. 
Le 4 mai 1938, Kira Kirillovna de Russie accepta la demande en mariage et épousa Louis-Ferdinand de Prusse, petit-fils du dernier empereur allemand Guillaume II. En dépit des sympathies pour le régime nazi du Kaiser et de son fils aîné le Kronprinz, Kira et Louis-Ferdinand furent, pendant la Seconde Guerre mondiale, soupçonnés par le Führer d'intelligence avec l'ennemi et furent déportés par les Nazis au camp de concentration de Dachau, dont ils furent sauvés au printemps 1945, à la libération du camp par l'armée américaine.

### L'après-guerre
La guerre terminée, le couple s'installa dans un petit village près de Brême, dans le nord de l'Allemagne.
Au début des années 50, elle fut appelée à témoigner dans l'affaire Anna Anderson. Cette dernière affirmait être la grande-duchesse Anastasia Nikolaïevna de Russie, fille cadette de Nicolas II de Russie et prétendue rescapée de l'extermination de sa famille. En 1952, sur la demande de sa belle-mère Cécile de Mecklembourg-Schwerin, Kira de Russie rencontra Anna Anderson mais ne fut pas convaincue par celle-ci ; Kira de Russie la trouva « repoussante » et avait dit d'Anna Anderson qu'« elle n'était pas une dame » et qu'elle n'était, par ailleurs, pas capable de parler l'anglais, qui était pourtant la langue parlée par le tsar, la tsarine et leurs enfants dans leur intimité familiale. Kira de Russie n'était cependant encore qu'une enfant (de sept ans) lorsqu'elle vit pour la dernière fois la grande-duchesse Anastasia Nikolaïevna de Russie. Son oncle, le grand-duc Andreï Vladimirovitch de Russie, quant à lui, crut Anna Anderson et affirma qu'elle était bien Anastasia. Quant à ses autres proches parents, aucun ne furent réellement conquis par les prétentions d'Anna Anderson, mais la légende était cependant lancée et la mort de la grande-duchesse Anastasia ne changea rien, pendant des décennies, à la version acceptée par l'opinion de « la princesse rescapée ».
En 1967, Kira de Russie qui s'était mariée selon son rang, avait confié avoir été déçue par le choix matrimonial de son fils aîné, l'héritier de la maison royale de Prusse et des droits impériaux allemands, Frédéric-Guillaume de Prusse, qui épousa une roturière et de ce fait renonça à ses droits dynastiques.

### Décès
Kira Kirillovna de Russie prêtait peu d'attention à sa santé. Vers les cinquante ans, elle souffrit d'hypertension artérielle et d'obésité. En septembre 1967, lors d'une visite de son frère, le grand-duc Vladimir Kirillovitch de Russie, à Saint-Briac, la grande-duchesse de bonne humeur mangeait à son habitude sans restriction et prenait plusieurs cuillères de sucre dans son café en disant : « À Dieu ne plaise, je mange n'importe quoi et je suis en bonne santé ». La nuit même,  le 8 septembre 1967, la grande-duchesse fut victime d'une crise cardiaque et décéda.